# Паперовий тигр

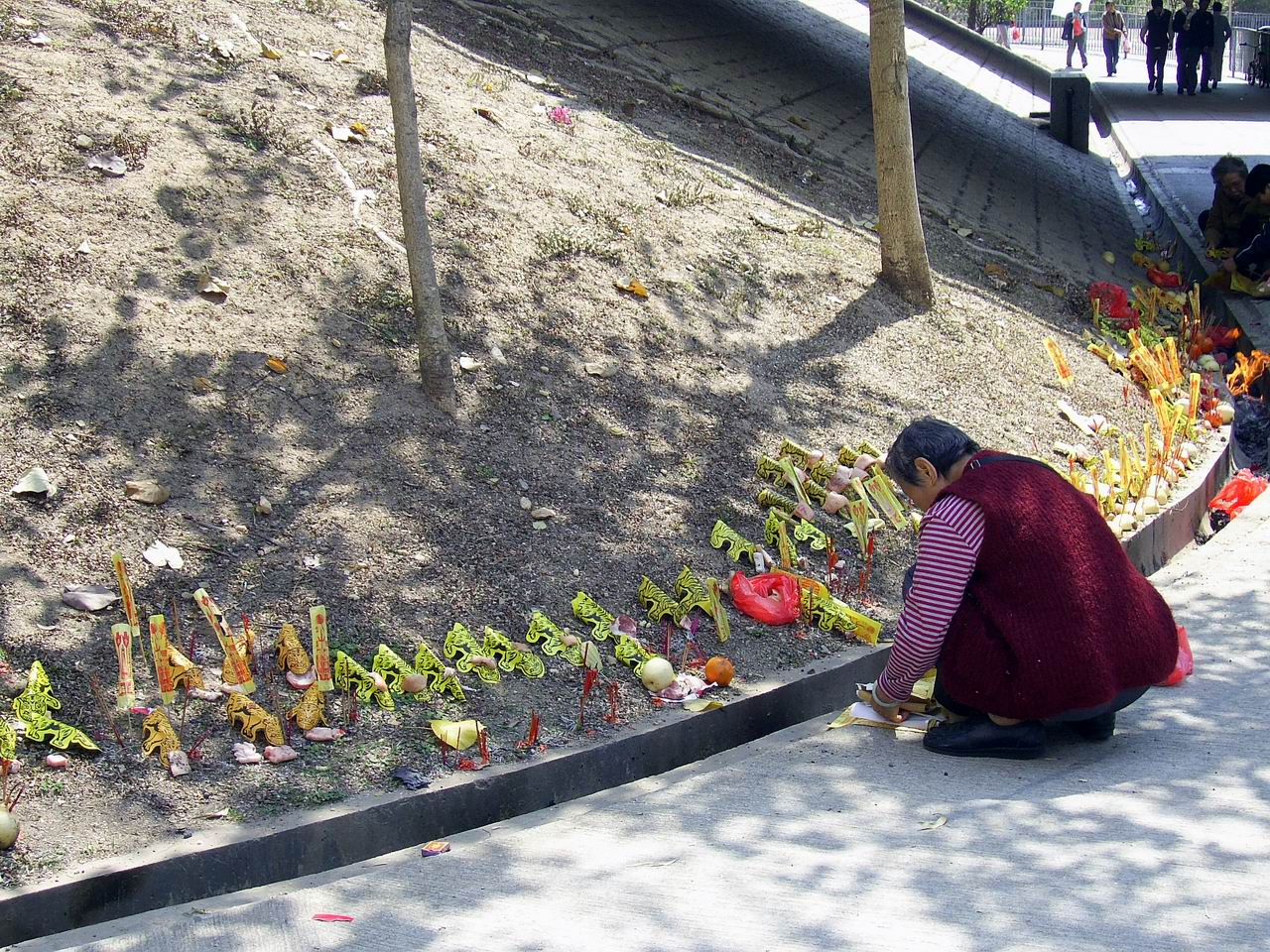
Гонконг, жертвопринесення Бай-ху, символізованого за допомогою паперового ідола. Найчастіше використовується свинина і свиняча кров, якою мають «нагодовувати» духа, щоб той не чинив шкоди людям.

Паперовий тигр (кит. трад. 紙老虎, спр. 纸老虎, піньїнь: zhǐ lǎohǔ) — старий китайський фразеологізм, який використовують на позначення чогось небезпечного тільки з вигляду, але насправді негрізного. Вислів потрапив до англійської мови у XIX столітті, а в інших мовах здобув популярність у 50-х роках XX століття завдяки пропаганді та Мао Цзедуну, який часто використовував цей фразеологізм. Паперовим тигром Мао називав американський імперіалізм, радянський ревізіонізм, атомну зброю і власну дружину Цзян Цін (щодо її політичної діяльності, зокрема участі у культурній революції в Китаї).

## Походження
У стародавньому Китаї вирізаного з паперу тигра, якого вважали володарем демонів, вивішували на дверях будинків. Щоб підкреслити величність звіра, на його чолі також малювали знак «ван», або ж «король». Згідно з віруваннями, злі духи лякаються свого пана і дають спокій господарству. З тієї ж причини предметом, що оберігає від духів вважається дзеркало (дух має налякатися власного зображення). До нині у Китаї можна придбати дзеркальце з наддруком тигра, короля демонів — така річ поєднує у собі обидві магічні функції.
Паперовий тигр відіграє важливу роль для народної магії у провінції Гуандун. Його використовують під час обрядів, скерованих до потужного духа — Білого тигра. У деяких регіонах ритуал вимагає знищення паперового ідола через розривання його на шматки, щоб у такий спосіб відігнати духа від людей.
З фразеологічної точки зору, вислів «паперовий тигр» вперше з'являється у класичному китайському романі XIV століття — «Річкове прибережжя». Один із персонажів   коментує реакцію іншого такими словами: «Побачив паперового тигра і перестрашився».

## Мао Цзедун

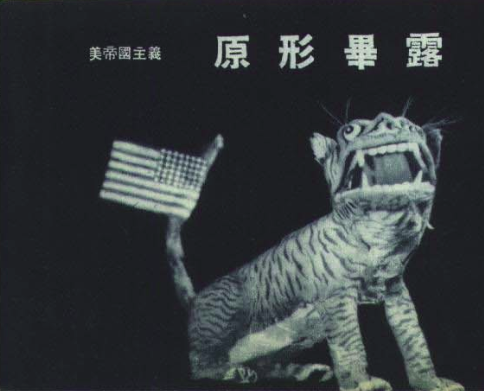
Паперовий тигр з прапором США на позначення американського імперіалізму з журналу «Мальовничий Китай», 1950

Фразеологізм «паперовий тигр» почав використовуватися поза межами Китаю завдяки Мао Цзедуну, який 6 серпня 1946 року дав інтерв'ю американській журналістці Анні Ліуїзі Стронг і сказав, зокрема, таке: «Американський імперіалізм і будь-який реакціонізм є нічим іншим, як паперовим тигром». Під час розмови з паперовим тигром Мао також порівняв атомну зброю, яку вважав «паперовим тигром, яким американські реакціоністи використовують задля залякування людей».

У 50-х — 60-х роках цитати Мао про паперового тигра почали з'являтись на пропагандистських плакатах. На найвідомішому з них зображувався китайський солдат, що кидає гранату в американський танк, а в отворі видніється шолом з написом «U.S.».
1957 року Мао відвідав комуністичний з'їзд у Москві, де паперовим тигром назвав, зокрема, Адольфа Гітлера, російських царів, імператорів Японії та Китаю, а також атомну бомбу.
Мао неодноразово використовував такі порівняння та 1 грудня 1958 року навіть опублікував есе під назвою «Чи імперіалізм і всі реакціоністи є справжніми тиграми?». Завдяки Мао вислів «паперовий тигр» став дуже модним у Китаї, де його також порівнювали з висловлюванням Леніна: «Колос на глиняних ногах» (на позначення царської Росії, але саме авторство метафори належить Дені Дідро).